# Lombe
Lombe – miasto w Angoli, w prowincji Malanje.